# Maundy money

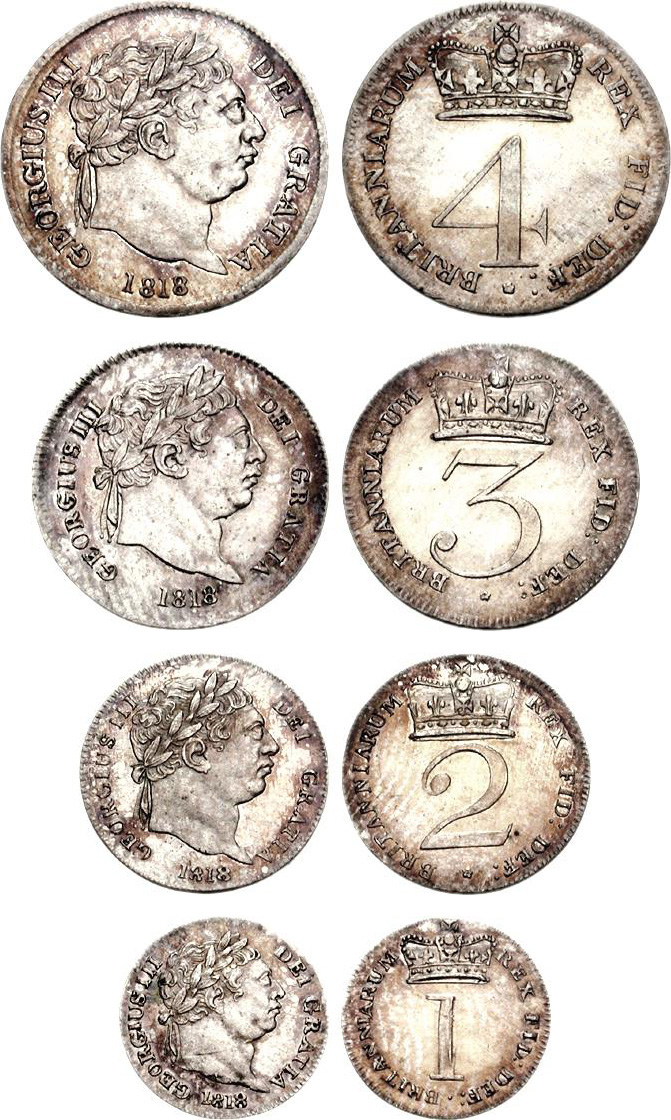
George III:S Maundy money från 1818.

Maundy money, skärtorsdagspengar, är engelska silvermynt som började präglas 1662 (under Karl II) i valören 1 pence samt från 1730-talet i valörerna 2, 3 och 4 pence. Engelske kungen brukade på skärtorsdagen överlämna sådana mynt i Westminster Abbey till de fattiga, the Royal Maundy. Mynten var inte avsedda för cirkulation.

## Historik
Royal maundy är en gammal ceremoni som har sitt ursprung i det bud Kristus gav efter att ha tvättat lärjungarnas fötter före långfredagen. Ceremonin att tvätta de fattigas fötter, åtföljd av gåvor av mat och kläder, kan spåras tillbaka till 300-talet.
Ceremonin verkar ha anpassats redan på 1200-talet för medlemmar av den kungliga familjen att delta med utdelning av pengar och gåvor för att återuppväcka Kristi enkla handling av ödmjukhet genom att tvätta fötterna på de fattiga.
På 1700-talet avbröts seden att tvätta fötter på de fattiga och på 1800-talet ersatte penningbidrag de olika gåvorna av mat och kläder.

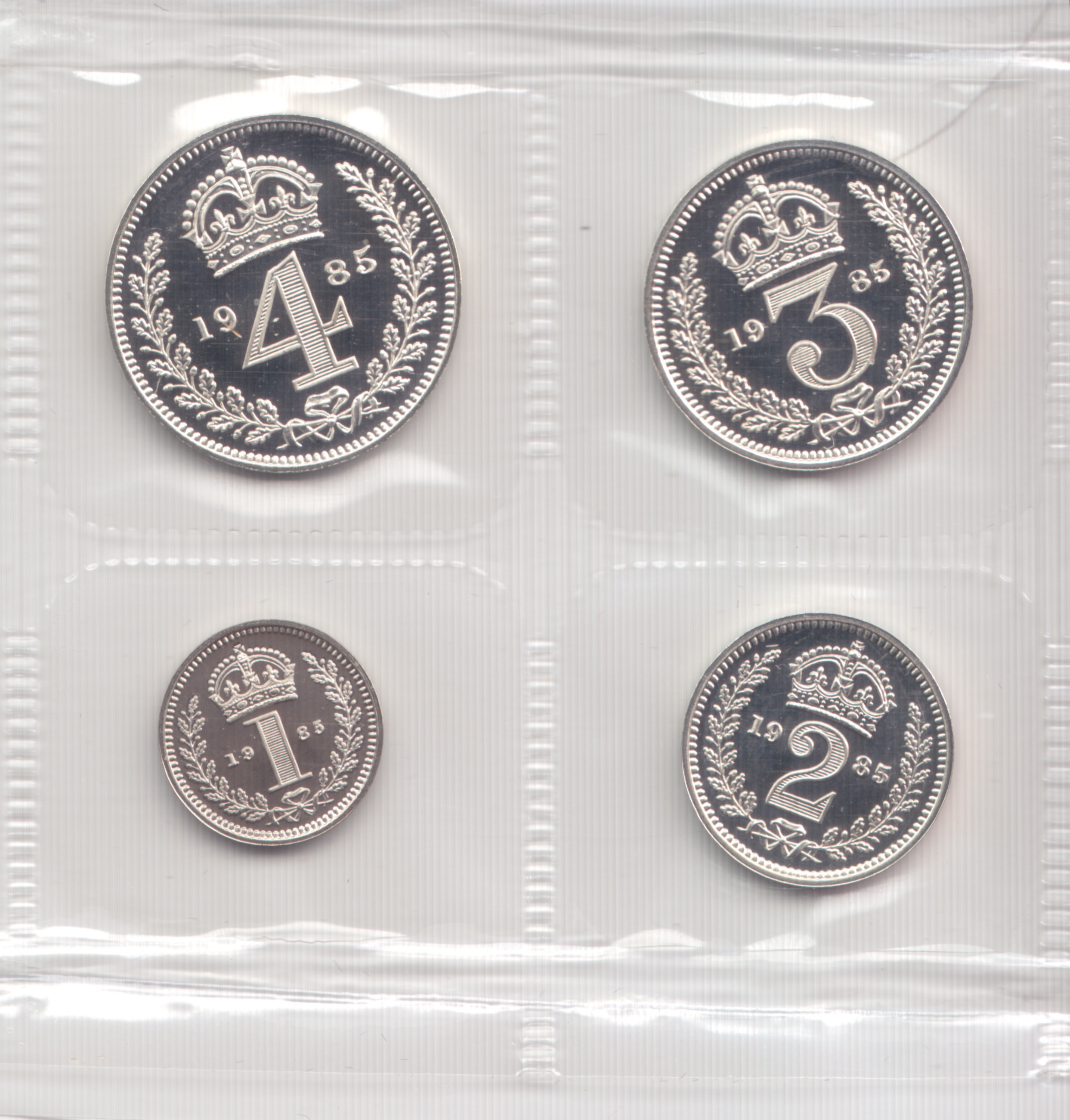
Komplett set av mynt från 1985.

## Moderna Maundy money
Maundy money har behållits i stort sett oförändrade sedan 1670 och mynten som använts i Maundy-ceremonin har traditionellt slagits i sterling silver men med undantag för Henrik VIII:s sänkning av silverhalten samt ändringen till 50 procent silver 1920.
Sterling silver (92,5 %) återinfördes 1946 genom Coinage Act, och med decimalreformen 1971 ändrades valören från gamla till nya pence. Vanliga cirkulerande mynt har genomgått fyra förändringar under Elizabeth II, men Maundy money har fortfarande den bild som präglades för drottningens kröningsår 1953.
En andrahandsmarknad för samlare har genom åren vuxit fram för de icke-cirkulerbara mynten. Under de senaste åren har cirka 1 600-1 900 uppsättningar präglats. Ytterligare uppsättningar har slagits för att ingå i speciella silversäkrade set som saluförs av det engelska myntverket 1996, 2000 och 2006, med ett specialutgåva i guld som en del av ett guldsäkrat set under 2002. Individuella Maundymottagare har kunnat få så mycket som 100 GBP per set om fyra stycken genom att sälja dem på eBay.